# Darren Clark
Darren Clark, född den 6 september 1965 i Sydney, är en australisk före detta friidrottare som tävlade i kortdistanslöpning främst 400 meter.
Clark har två gånger blivit fyra vid OS. Både vid Olympiska sommarspelen 1984 och 1988. Vidare blev han både 1983 och 19871987 utslagen i semifinalen vid VM. Hans främsta meriter är guldet vid Samväldesspelen 1990, silvret vid Samväldesspelen 1986 samt bronset vid inomhus-VM 1993.

## Personliga rekord
- 400 meter - 44,38 från 1988